# Семенов-Менес Семен Абрамович
Семен Абрамович Семенов-Менес (нар. 1895, Гродно — пом. 1982, Москва) — радянський графік, дизайнер, сценограф, плакатист; член Спілки художників СРСР.

## Біографія
Народився у 1895 році у місті Гродні (тепер Білорусь). У 1915—1918 роках навчався в Харківському художньому училищі у свого батька — Абрама Менеса. У 1919—1925 роках працював в українських «Вікнах РОСТА». Розписував агітпоїзди та агітпароплави. З 1925 року жив у Москві, з 1928 року працював у кіноорганізації «Міжробпомфільм».
Помер у Москві у 1982 році.

## Творчість
Оформляв театральні вистави, виконував кіноплакати й кінорекламу, брав участь в оформленні міжнародних виставок. Оформив:
- павільйон на Всесоюзній сільськогосподарській виставці в Москві (1950-ті);
- павільйон «Наука» на Виставці досягнень народного господарства (1960-ті);
- Державний музей історії космонавтики імені К. Е. Ціолковського в Калузі (1966—1967).

плакати
- «Брудні руки — джерело зарази. Мий руки після роботи і перед їжею» (1931);
- «Воротар» (1931);

кіноплакати до фільмів
- «Вар'єте» (1920-ті);
- «Поцілунок Мері» (1926);
- «Кінець С-Петербурга» (1927);
- «Дівчина з коробкою» (1927);
- «Життя за життя» (1928);
- «Нащадок Чингізхана» (1928);
- «Лялька з мільйонами» (1929);
- «Турксиб» (1929);.
- «Хто ти такий?» (1930).

Роботи художника знаходяться в Російській державній бібліотеці, в Російській національній бібліотеці, приватних зарубіжних колекціях.